# Людвіг Фріцсон
Нільс Людвіг Фріцсон (швед. Nils Ludvig Fritzson, нар. 25 серпня 1995, Мелторп, Швеція) — шведський футболіст, атакувальний півзахисник клубу «Естерсунд».

## Ігрова кар'єра
Людвіг Фріцсон починав грати у футбол у клубі Третього дивізіона «Тібро АІК». У 2015 році він перейшов до клубу Супереттан «Дегерфорс». І в першому ж матчі за нову команду Фріцсон відзначився дублем. В подальшому футболіст також показував результативну гру, чим і заслужив титул «Кращого гравця Супереттан».
Також у «Дегерфорсі» Людвіг грав разом із своїм старшим братом Ханнесом Фріцсоном. Який згодом вирішив не продовжувати кар'єру професійного футболіста.
У 2017 році Людвіг Фріцсон приєднався до клубу Аллсвенскан «Естерсунд».